# Gaetano Cicognani
Gaetano Cardeal Cicognani (26 de novembro de 1881 — 5 de fevereiro de 1962) foi cardeal italiano da Igreja Católica. Ele serviu como prefeito da Assinatura Apostólica de 1954 até sua morte, e foi elevado ao cardinalato em 1953 pelo Papa Pio XII. Até hoje, ele e seu irmão Amleto Giovanni Cicognani são o último par de irmãos a servir simultaneamente no Colégio dos Cardeais.

## Biografia
Cicognani nasceu em Brisighella, filho de Anna Ceroni e Gugliermo Cicognani. Seu irmão Amleto nasceu mais de um ano depois, em 1883. Para garantir seu sustento, sua mãe viúva administrava um armazém geral. Cicognani estudou no seminário em Faenza, e foi ordenado presbítero pelo bispo Dom Gioachino Cantagalli em 24 de setembro de 1904. Ele então foi para a Roma estudar no Pontifício Ateneu Romano S. Apollinare e, como seu irmão, foi convocado para a elitista Pontifícia Academia Eclesiástica.
Depois de trabalhar na Rota Romana e na Assinatura Apostólica, Cicognani lecionou no Pontifício Seminário Romano e, posteriormente, entrou para o Secretariado de Estado em 1915. Ele se tornou secretário da nunciatura espanhola em 1 de fevereiro de 1916, e foi nomeado Camareiro Particular de Sua Santidade em 9 de março de 1916. Foi feito auditor da nunciatura para a Bélgica em 3 de fevereiro de 1920.
Em 11 de janeiro de 1925, Cicognani foi nomeado núncio para a Bolívia e arcebispo titular de Ancyra. Ele recebeu sua sagração episcopal em 1 de fevereiro seguinte das mãos do cardeal Pietro Gasparri, com os arcebispos Rafaelle Carlo Rossi, OCD, e Giovanni Maria Zonghi servindo como consagrantes, na capela do Pontifício Colégio Pio Latino-Americano em Roma. O arcebispo Cicognani mais tarde foi nomeado núncio apostólico para o Peru, em 15 de junho de 1928, para a Áustria , em 13 de junho de 1936, e para a Espanha , em 16 de maio de 1938.
O Papa Pio XII criou-o cardeal-presbítero de Santa Cecília, em seu segundo e último consistório de 12 de janeiro de 1953. O cardeal Cicognani voltou a trabalhar na Cúria Romana após sua nomeação como prefeito da Congregação dos Ritos, em 7 de dezembro do mesmo ano. Ele foi apontado como prefeito da Assinatura Apostólica em 18 de novembro de 1954 e foi um dos cardeais eleitores que participaram no conclave papal de 1958 que escolheu o Papa João XXIII. Em dezembro, seu irmão Amleto, através de uma dispensa especial do direito canônico, também foi elevado ao Colégio dos Cardeais. Esta lei havia muito que perturbava Gaetano, uma vez que ele sentia que ela coibia a carreira de seu irmão, tanto que uma vez ele chegou perto das lágrimas quando alguém, brincando, disse: "Por sua causa, seu irmão não pode tornar-se cardeal". Em 14 de dezembro de 1959, ele foi nomeado cardeal-bispo de Frascati pelo Papa João.
Ele morreu em Roma, aos 80 anos de idade, e está enterrado na igreja colegiada de S. Michele em sua Brisighella natal.
Em abril de 1934, o arcebispo Cicognani, então núncio no Peru, visitou seu irmão, o delegado apostólico nos Estados Unidos, o qual Gaetano não tinha visto em sete anos.

## Ligações externas

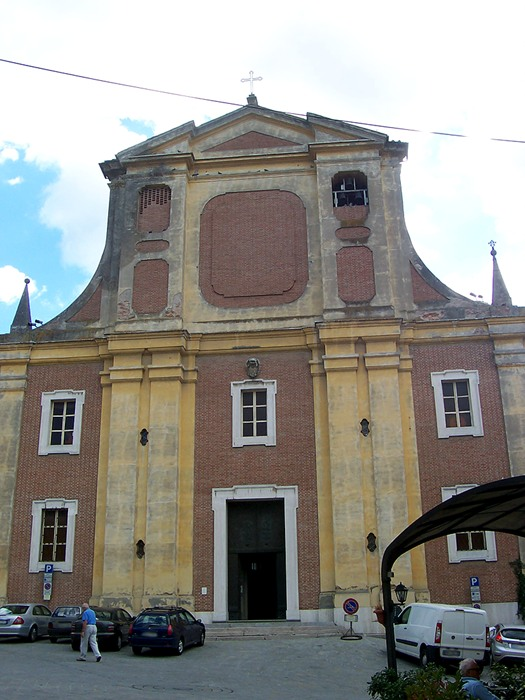
Colegiada de São Miguel Arcanjo em Brisighella, onde repousam os restos mortais do cardeal Cicognani.